# DEM L 106
DEM L 106 è una nebulosa diffusa visibile nella Grande Nube di Magellano, nella costellazione del Dorado.
La parte più brillante della nebulosa si individua nella parte più settentrionale; questa sezione fu scoperta negli anni cinquanta e fu catalogata come N30B. All'interno e all'esterno di questo involucro di gas si trova un giovane gruppo di stelle calde, che lo illumina. La stella più notevole del gruppo è nota come Henize S22 e si trova a circa 25 anni luce dalla nebulosa; è circondata da un disco di gas probabilmente espulso dalla stella stessa. È questa la maggior responsabile della luminosità di N30B, che illuminata da quella prospettiva assume la forma di un 8 rovesciato.
Il resto del complesso nebuloso è stato scoperto due decenni dopo, e si estende in particolare a sud della parte luminosa; è debolmente illuminato ed appare attraversato da numerosi banchi di nebulosità oscure.